# Flisbrekka
Flisbrekka är en kulle i Antarktis. Den ligger i Östantarktis. Norge gör anspråk på området. Toppen på Flisbrekka är 1 883 meter över havet.
Terrängen runt Flisbrekka är kuperad åt nordväst, men åt sydost är den platt.  Trakten är obefolkad. Det finns inga samhällen i närheten. 